# Bâtiment des douanes de Christiansted
Le bâtiment des douanes est situé à Christiansted dans les Îles Vierges des États-Unis. Il fait partie du Site historique national de Christiansted.

## Historique
Construit entre 1840 et 1842 sur le site d'un ancien complexe de négoce d'esclaves et de sucre, les marchands devaient impérativement passer par la douane pour payer leurs impôts. Il est situé à un endroit stratégique en raison de son rôle crucial dans le commerce, plus précisément entre le quai, le Poste de pesage et l'Entrepôt de la Compagnie danoise des Indes occidentales et de Guinée. Il demeura le bâtiment des douanes jusqu'en 1927, puis fut transformé en bibliothèque publique jusqu'en 1972.
Il a récemment fait l'objet d'une restauration complète entre 2010 et 2012 à la suite des dégâts causés par l'ouragan Omar en 2008.

## Architecture

### Architecture extérieure
La construction du bâtiment reflète à la fois le style européen et les modifications nécessaires à la vie dans les îles ; par exemple, l'ajout de volets anti-ouragan montre la nécessité de protéger le bâtiment des éléments dévastateurs.